# 篁修寺
篁修寺（こうしゅうじ）は、神奈川県横浜市磯子区にある臨済宗建長寺派の寺院。山号は鳳林山（ほうりんさん）、本尊は釈迦如来。

## 歴史
1381年（永徳元年）、杉田の東漸寺の11代光室卯公により、当地の竹林に開創。光室は1383年9月3日に入寂し、無住のまま荒廃していった。1512年（永正9年）、この付近で北条早雲の軍と三浦道寸の軍との戦があり、当山は焼失したとの言い伝えがある。記録が残されているのは1652年（承応元年）以降で、時期は不詳であるが南岫碩源により再興されたとある。碩源は1673年（延宝元年）に入寂。その後、森中原村の名主の寄進により1694年（元禄7年）に新たな釈迦如来像が造立された。1744年（延享元年）には梵鐘と鐘楼が造られた。この鐘楼は磯子区内で最古のものであるが、梵鐘は1944年に戦時供出されて現存しない。新たな鐘がかけられたのは1969年のことである。1861年には、山号を荒神山から鳳林山に改めた。

## 境内
本尊の釈迦座像と薬師三尊十二神将、如意輪観世音は本堂に祀られている。かつては境内南側に薬師堂があったが、明治初期に廃堂になった。

## 交通アクセス
- 京浜急行本線屏風浦駅より徒歩6分